# Alxanlı
Alxanlı är en ort i Azerbajdzjan.   Den ligger i distriktet Füzuli Rayonu, i den södra delen av landet, 230 kilometer väster om huvudstaden Baku. Alxanlı ligger 228 meter över havet och antalet invånare är 2 139.
Terrängen runt Alxanlı är platt, och sluttar österut. Närmaste större samhälle är Böyük Bəhmənli, 13,8 kilometer sydost om Alxanlı.
Trakten runt Alxanlı består till största delen av jordbruksmark. Runt Alxanlı är det ganska tätbefolkat, med 72 invånare per kvadratkilometer.